# Han Sanping
Han Sanping (xinès simplificat: 韓三平, pinyin: Hán Sānpíng; Guangyuan, 1953) és un productor i director de cinema i televisió xinès. Entre el 2007 i 2014 fou el President de China Film Group Corporation.

## Biografia
Han Sanping va néixer l'1 d'octubre de 1953, a Guangyuan, província de Sichuan (Xina). El seu pare era un antic revolucionari que va ser tinent d'alcalde a la ciutat de Zigong a Sichuan. Després de Graduar-se al Departament de xinès de la Universitat de Sichuan, el 1977, va entrar al Sichuan Emei Film Studio,on va adquirir una amplia experiència en el camp cinematogràfic; successivament va treballar com a enginyer d'il·luminació, càmera, ajudant de direcció i director artístic.
El 1983, va anar a estudiar al departament de direcció de l'Acadèmia de Cinema de Pequín, i després de graduar-se, va tornar a Emei Film Studio com a director 
Han va ser nomenat vicepresident de China Film Group Corporation el 1999 i es va convertir en president el 2007. Durant el seu mandat el grup va convertir-se en un dels majors distribuïdors i exportadors de pel·lícules xineses. Han ha produït i coproduït pel·lícules amb directors com Peter Chan, Chen Kaige, Stephen Chow, Johnnie To, Gang Xia, Liu Yulin, Wang Xiaoshuai, entre d'altres, amb més de 300 pel·lícules, així com més de 100 sèries de televisió.També ha sigut president de Beijing Film Studio i Chinese Children Film Studio,
És un nacionalista acèrrim que anima els directors a fer pel·lícules patriòtiques, justificant-se dient que el nacionalisme també és un dels distintius de Hollywood. Ell mateix va dirigir pel·lícules de caràcter polític i patriòtic com, The Story of Mao Zedong (毛澤東的故事) (1993)., The Founding of a Republic (建国大业) (2009), en homenatge al 60è aniversari de la fundació de la República Popular de la Xina i The Founding of a Party (建党伟业) (2011) per celebrar el 90è aniversari de la fundació del Partit Comunista Xinès, que va co-dirigir amb Huang Jianxin.

## Filmografia destacada

### Com a productor[7]
- 1999 – L'emperador i l'assassí
- 2000 - Shadow Magic
- 2000 - Song of Tibet
- 2001 - I Love Beijing
- 2002 - Springtime in a Small Town
- 2002 - Together with You
- 2003 - Goddess of Mercy
- 2004 - Breaking News
- 2004 - South of the Clouds
- 2004 - Shouji
- 2004 - Passages
- 2004 - Oi, Chok Chin
- 2004 - Molihua Kai
- 2004 - Two Great Sheep
- 2005 - The Promise
- 2005 - Sunflower
- 2005 - Beauty Remains
- 2006 - Fearless
- 2006 - Isabella
- 2006 - The Knot
- 2006 - Lifashi
- 2007 - Munto (
- 2007 - The Warlords (El Penya-segat Vermell)
- 2008 - La battaglia dei tre regni
- 2008 - CJ7
- 2008 - Connected
- 2008 - Three Kingdoms: Resurrection of the Dragon
- 2008 - The End of Year
- 2009 - Forever Enthralled
- 2009 - City of Life and Death (Ciutat de vida i mort)
- 2009 - La battaglia dei tre regni
- 2009 - The Warrior and the Wolf
- 2010 - The Karate Kid (Karate Kid)
- 2010 - Aftershock
- 2010 - Let the Bullets Fly
- 2011 - What Women Want
- 2011 - Flying Swords of Dragon Gate
- 2012 - The Last Supper
- 2013 - Journey to the West
- 2017 - The Founding of an Army
- 2019 – Midway
- 2020 - Greyhound
- 2022 – Unspoken

### Com a director
- 2009 - The Founding of a Republic (建国大业)
- 2011 - The Founding of a Party (建党伟业)